# Kircholmi csata
A kircholmi csata, más néven salaspilsi csata (lengyelül: bitwa pod Kircholmem, svédül: slaget vid Kirkholm) 1605. szeptember 27-én zajlott, döntő kimenetelű ütközet a svédek és a lengyelek között a livóniai Kircholm (ma Salaspils, Lettország) város közelében. Az ütközetben a lengyel huszárság kis létszáma ellenére közel ötszörös túlerővel szemben aratott győzelmet, megalapozva hosszan tartó hírnevét. A csatában a lengyeleket vezető Jan Karol Chodkiewicz hetman a nem megfelelő ellátás ellenére döntő sikert aratott, és noha a háború még évekig zajlott, nyilvánvalóvá vált, hogy a svédeknek nem sikerül megszerezniük Livóniát.

## Előzmények
A viszály Lengyelország és Svédország között hosszú ideje tartott. A livóniai háborúban már felmerültek a két állam közötti ellentétek a Balti-tenger és a gazdag, stratégiailag előnyös pozícióban álló livóniai városok ügyén. III. Zsigmond lengyel király a svéd trónt is birtokolta, de katolikus volt és Lengyelországban volt a székhelye, ami kiváltotta a svédek nem tetszését. A király bár nyíltan nem törekedett a svéd evangélikus egyház felszámolására, de valamiképp közelíteni próbálta azt a katolikushoz és a pápai államtól rendelt egyházi személyek kerültek Stockholmba. Zsigmond helytartója, Södermanland hercege (későbbi IX. Károly svéd király) végül fellázadt ellene és a Riksdaggal kimondta Zsigmond trónfosztását. Zsigmond egy részben lengyel katonákból is álló sreg élén próbálta érvényteleníteni a detronizációt, de a Linköping melletti stångebrói csatában vereséget szenvedett 1598-ban. A Szejm reagálva király trónfosztására kinyilvánította a svéd kézben levő Észak-Észtország elcsatolását, melyet egykor a dánok birtokoltak, majd a Német Lovagrend szerezte meg. A svédek nyomban kirobbantották az újabb háborút és seregeik partraszálltak Livóniában. Bár rövid háborúra számítottak, már a harc elején Kokkenhausennél súlyos vereséget szenvedtek. A lengyelek még több csatát is megnyertek a svédekkel szemben, de aztán Károly úgy döntött, hogy nagyobb hadjárat keretében elcsatolja Livóniát.
1605-ben hatalmas svéd invázióval kellett szembenézniük a lengyeleknek. A livóniai csapatoknak a parancsnoka, a litván nagyhetman Chodkiewicz volt, a korábbi weissensteini csata győztese. Az utánpótlás késlekedett Lengyelországból és a Szejm is kevesebb pénzt utalt ki a védekezésre. Chodkiewicz emiatt nem tudott több katonát fegyverben tartani, ezért volt a serege kicsi. A partraszálló svédek ráadásul nyomban elfoglalták Rigát, s már majdnem Kúrföldet fenyegették.

## A szembenálló erők
Chodkiewicz hetman serege 2600 lovasból és 1000 gyalogosból állt. A lovasság nagy része litvánokból tevődött össze, mintegy 200 lovas volt lengyel nemzetiségű, a gyalogságot pedig lengyelek alkották, főként zsoldosok, akiket Chodkiewicz fizetett. A seregben jelen voltak Vilmos kúrföldi herceg lovasai is, illetve az elővédben kozák és tatár lovasok. A tüzérség 5 ágyúból állt.
Södermanland hercegének serege jelentős túlerőt képviselt, bár a lovassága alulmaradt Chodkiewiczével szemben, amely 10 km-es menetelésen volt túl, hosszú esőben. A lengyel lovasság hosszú lándzsákat használt és átütő, heves rohamra volt képes, szemben a svéd, illetőleg német lovasoknak csak kardjuk volt, illetve karabélyaik és pisztolyaik (amik akkoriban nem voltak pontos és gyors fegyverek), ilyen hatástalan harci eszközök mellett döntő támadást nem lehetett kivitelezni. Ellentétben a sereg gyalogsága jóval nagyobb volt és kiképzettebb, svédeken kívül néhány ezer német és németalföldi zsoldos alkotta, akik alakzataik változtatásával érték el a lengyel lovasság támadásainak feltartóztatását. Rajtuk kívül akadt még néhány száz skót is, valamint több livóniai német is átállt Södermanland hercegéhez.

## A csata

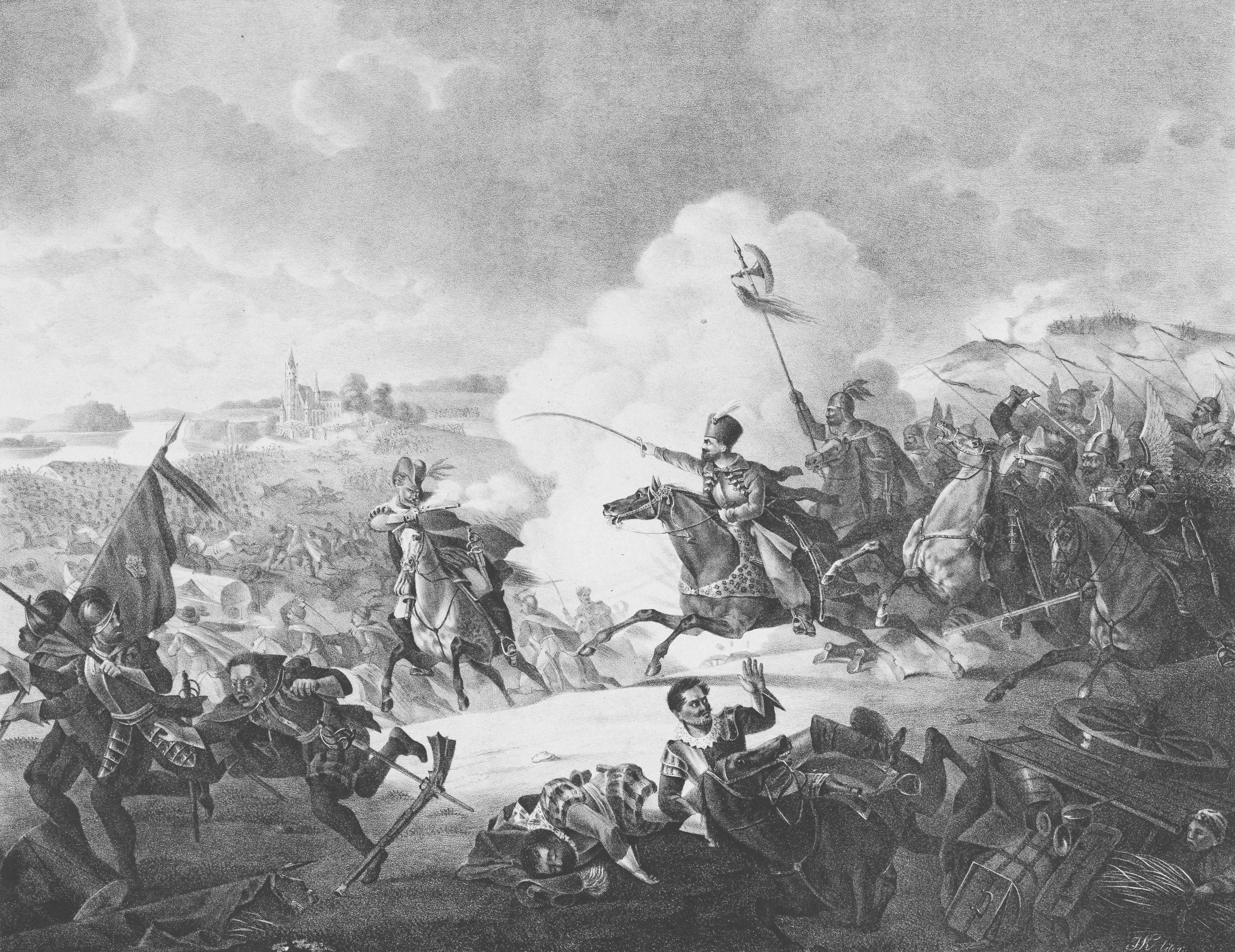
Jan Karol Chodkiewicz rohamra vezeti huszárjait a svédek ellen.

### A hadrend felállása
A csatamező a Nyugati-Dvina jobb partján zajlott le, 25 km-re Rigától. A svédek az első sorokba a gyalogságot állították fel, a lovasság pedig fedezte őket két szárnyon. Az ágyúk a lovasság előtt helyezkedtek el. A gyalogság pikás egységei négyszög alakzatokat vettek fel a lovasság elleni védekezésre, a négyszögek két szélén muskétások álltak lövésre készen. A gyalogos hadoszlopok között viszont rések voltak, amelyek a mögöttük álló lovasság mozgását voltak hivatottak elősegíteni. A herceg a lengyelek elleni harcra serege felét állította csatamezőre, a többi tartalékban maradt a rigai út közelében.
Chodkiewicz mély harci alakzatba rendezte erőit. Az első vonalban a centrumot a hetman alkotta 300 lovasával és a kúr hűbéres lovassággal. A centrum két szélén egy-egy kisebb gyalogsági erő helyezkedett el, a két szárnyon pedig szintén lovasság állt. Ez volt az ún. magyar hajdúalakzat. E mögött még két hadoszlopnyi lovasság állt, illetve a maradék lovasság és gyalogság maradt még tartalékban.

### A csata első fázisa
A hetman először négy órán át apróbb könnyűlovassági támadásokkal zavarta a svéd állásokat. A svéd sereg magasabb pozícióban állt a csatatéren, míg Chodkiewicz támadásai cselével próbálta arra bírni az ellensége, hogy kimozduljon ebből a pozícióból azon céllal, hogy a huszárság lendülete egy általános támadás esetén ne törjön meg, hanem teljesen sík terepen hajtsa végre a svédek ellen. A kezdeti támadások után a litván lovasság visszavonulást színlelt, amit Károly úgy vélt, hogy a lengyelekből álló centrumhoz visszatérve akarnak megerősödni, ezért ellentámadást parancsolt csapatainak.
A lejtőről leérő svéd és zsoldos gyalogságra és lovasságra a lengyel–litván–kúr lovasság és gyalogság egyszerre nyitott tüzet, amitől zavar támadt az ellenség soraiban.

### A csata második fázisa
A jobbszárnyon álló 1000 fős huszárság ekkor támadást intézett a vele szemben álló, gróf Joachim Friedrich von Mansfeld vezette svéd vértesek ellen. A támadás kivetette a helyéből von Mansfeld lovasait, az előttük álló gyalogosok pedig teljes rendezetlenségben kezdtek visszavonulni. A balszárnyon is harc kezdődött, ott Jan Piotr Sapieha 650 litván huszárja vezetett eredményes támadást. A visszaszoruló svédek megsegítésére Károly herceg 700 lovast vezényelt a tartalékból, melyek ellen Chodkiewicz szintén tartalék lovasokat vezényelt. Minthogy a gyalogság nem tudta helyreállítani harci alakzatát, a svédek már csak lovassággal harcolhattak a lengyelek ellen, de előretörésükkel tovább növelték a káoszt a gyalogság sorában.

### A döntő támadás
Miután a rend felbomlott a svéd seregben, Chodkiewicz valamennyi lovasa megkezdte az általános támadást. Ezt a svéd lovasság nem bírta visszaverni, s a gyalogság is ekkorra már menekülőre fogta. A szárnyas huszárok mindent legázoltak, vagy felnyársaltak a lándzsáikkal, ami az útjukba került. A csatamezőn a svédek fele elesett és továbbiak haltak meg a meneküléssé változott visszavonulás következtében, mert beleestek a Dvinába, vagy eltévedtek az erdőkben és a mocsarakban.

## A veszteségek
Az előzőleg nagy svéd seregből 8000-en vesztek oda és töredékük érte el Rigát. 500 sebesültjük volt továbbá. A lengyelek embervesztesége elenyésző volt, csak mindössze 100 halott és 200 sebesült, viszont több, első osztályú harci paripa is elveszett a harcban.
A svéd vereség oka többek között az volt, hogy a gyalogság kimozdult eredeti pozíciójából, bedőlve a lengyel cselnek, valamint a lovasság és a gyalogság nem tudott hatékonyan együttműködni, a csatarend inkább zavarta főként a gyalogos egységek rendezett mozgását.

## Az ütközet után
Södermanland hercege a katasztrófa után demoralizálódott maradék katonaságával már nem gondolhatott Riga megvédésére, ezért a város kiürítése mellett döntött, s ő maga hajóval visszatért Svédországba. A nagy győzelem ellenére azonban pénzügyi okokból nem tudta a Szejm kihasználni a győzelemből fakadó előnyét (nem tudta pótolni az oly fontos lovakat és nem tudta számukra biztosítani a takarmányt), emiatt az északi észt területek továbbra is svéd kézben maradtak, ámbár a háború még több mint hat évig zajlott de a lengyelek kisebb erőkkel képesek voltak egyensúlyban tartani a livóniai frontot.
A vereség belpolitikai problémát idézett elő Svédországban, Södermanland hercegének felerősödött az ellenzéke, mert nemcsak Lengyelország ellen, de több területen is eredménytelen háborúkat folytatott. Így később beavatkozott az Oroszországban dúló belviszályokba (Zűrzavarok időszaka), mert meg akarta szerezni az orosz cári trónt, de a lengyelek ugyancsak folytattak hadjáratokat Moszkva ellen. Miután a herceg Dániával is háborúba keveredett és 1611-ben meghalt, a lengyel-svéd háború is véget ért.
A kircholmi győzelem szerzett Chodkiewicznek és a lengyel huszároknak nagy hírnevet. Ezzel kezdetét vette ennek a lovasságnak a fénykora, mely további nagy győzelmeket arat az ellenségeken, többek között a svédek és a törökök felett.